# Eagle Automobile Company (Missouri)
Eagle Automobile Company war ein US-amerikanischer Hersteller von Automobilen aus Missouri.

## Unternehmensgeschichte
Das Unternehmen wurde 1909 in St. Louis gegründet. Im gleichen Jahr stellte es Automobile her, die als Eagle vermarktet wurden. Der Verkaufserfolg blieb gering.

## Fahrzeuge
Im Angebot stand nur das Model N. Der Zweizylindermotor war luftgekühlt und leistete 14 PS. Er trieb über ein Friktionsgetriebe und eine Kardanwelle die Hinterachse an. Das Fahrgestell hatte 239 cm Radstand. Die Fahrzeuge waren als offene Roadster karosseriert. Hinter den beiden Vordersitzen befand sich noch ein Notsitz. Eine Quelle gibt Vollgummireifen an. Der Neupreis betrug 650 US-Dollar.

## Übersicht über Pkw-Marken aus den USA, die mitEaglebeginnen
| Marke          | Hersteller                            | Vermarktungsbeginn | Vermarktungsende | Ort, Bundesstaat      |
| -------------- | ------------------------------------- | ------------------ | ---------------- | --------------------- |
| Eagle          | Eagle Automobile Company (New York)   | 1905               | 1905             | Buffalo, New York     |
| Eagle          | Eagle Automobile Company (New Jersey) | 1905               | 1907             | Rahway, New Jersey    |
| Eagle          | Eagle Motor Carriage Company          | 1908               | 1908             | Elmira, New York      |
| Eagle          | Eagle Automobile Company (Missouri)   | 1909               | 1909             | St. Louis, Missouri   |
| Eagle          | Eagle-Macomber Motor Car Company      | 1914               | 1915             | Chicago, Illinois     |
| Eagle          | Eagle Electric Automobile Company     | 1915               | 1916             | Detroit, Michigan     |
| Eagle          | Durant Motors                         | 1923               | 1924             | Lansing, Michigan     |
| Eagle          | Eagle Manufacturing                   | 1978               | 1984             | Campbell, Kalifornien |
| Eagle          | Eagle Coach Work                      | 1980               | 2001             | Amherst, New York     |
| Eagle          | Eagle (US-amerikanische Automarke)    | 1987               | 1998             | Detroit, Michigan     |
| Eagle-Macomber | Eagle-Macomber Motor Car Company      | 1916               | 1918             | Sandusky, Ohio        |